# Georgij Nikanorovič Židov
Georgij Nikanorovič Židov (rusko Георгий Никанорович Жидов); sovjetski častnik, vojaški pilot in heroj Sovjetske zveze, * 20. februar 1916, † 11. april 1974.